# 吴锋
吴锋（1951年6月12日—），生于北京，中国新能源材料科学家。1978年、1981年先后获得太原工学院化工系学士学位和工学硕士学位。2017年当选为中国工程院院士。